# Лавелли, Тони
Энтони «Тони» Лавелли младший (англ. Anthony "Tony" Lavelli, Jr.; 11 июля 1926, Сомервилл, Массачусетс, США — 8 января 1998, Лакония, Нью-Гэмпшир, США) — американский профессиональный баскетболист, завершивший карьеру. В свободное время развлекал публику своими выступлениями на аккордеоне.

## Ранние годы
Тони Лавелли родился в городе Сомервилл (штат Массачусетс), учился в одноимённой школе, в которой играл за местную баскетбольную команду.

## Студенческая карьера
В 1949 году закончил Йельский университет, где в течение четырёх лет играл за команду «Йель Бульдогс», в которой провёл успешную карьеру. При Лавелли «Бульдогс» по одному разу выигрывали регулярный чемпионат конференции Independent (1946) и Лиги плюща (1949), а также один раз выходили в плей-офф студенческого чемпионата США (1949).
В 1949 году «Бульдогс» впервые в своей истории вышли в плей-офф турнира NCAA (англ. Appearances), где в региональном полуфинале, 21 марта, в упорной борьбе проиграли команде «Иллинойс Файтинг Иллини» со счётом 67—71, в котором Лавелли стал лучшим игроком матча, набрав 27 очков. В том же году Лавелли признавался баскетболистом года среди студентов по версии Helms Foundation. Один раз включался в 1-ю всеамериканскую сборную NCAA (1949), а также два раза — во 2-ю всеамериканскую сборную NCAA (1946, 1948).
Помимо баскетбольной карьеры Лавелли закончил музыкальный факультет Йельского университета, где был членом старейшего тайного общества «Череп и кости». Будучи студентом он стремился сочинять музыкальные комедии, написав более десятка песен, среди которых «I Want a Helicopter» и «You're the Boppiest Bee-Bop», а также исполнял сольные партии на аккордеоне в симфоническом оркестре Нью-Хейвена. На четвёртом курсе Тони пытался поступить в Джульярдскую школу, Кёртисовский институт музыки и Консерваторию Новой Англии.
Однако музыкальные таланты Лавелли постоянно уходили на второй план в связи с его достижениями на баскетбольной площадке. Он утверждал, что начал заниматься баскетболом уже подростком, чтобы произвести впечатление на своих друзей, которые в основном были апатичны к его музыке. Лавелли стал одним из величайших игроков Йельского университета всех времён. Он обладал точным броском крюком одной рукой, за свою студенческую карьеру набрал 1964 очка и завершил свои выступления на четвёртом месте среди бомбардиров за всю истории команды.

## Карьера в НБА
Играл на позиции лёгкого форварда. В 1949 году был выбран на драфте НБА под 4-м номером командой «Бостон Селтикс». Позже выступал за команду «Нью-Йорк Никс». Всего в НБА провёл 2 сезона. В сезоне 1950/1951 годов Лавелли в составе «Нью-Йорк Никс» стал чемпионом Восточной конференции, но в финальном матче его команда в упорной борьбе проиграла чемпиону Западной конференции «Рочестер Роялз» со счётом 3—4. Всего за карьеру в НБА сыграл 86 игр, в которых набрал 591 очко (в среднем 6,9 за игру), сделал 59 подборов и 63 передачи.
Несмотря на свои спортивные достижения, всё-таки первой любовью Лавелли была музыка, и он поначалу отказался подписывать контракт с «Селтикс», так как хотел поступить в Джульярдскую школу. В конце концов он предложил руководству «Кельтов», что присоединится к команде на условии, что ему будут платить дополнительные 125 долларов за матч, чтобы он мог играть на своём аккордеоне для некоторых посетителей во время больших перерывов в играх на арене Бостон-гарден, которое в итоге было удовлетворено.
Лавелли дебютировал в составе «Селтикс» 24 ноября 1949 года в игре против Форт-Уэйн Пистонс, в которой набрал 20 очков, а по итогам сезона 1949/1950 годов его средняя результативность составила 8,8 очка за игру. Тем не менее он получал гораздо больше внимания во время своих музыкальных выступлений, а некоторые баскетбольные историки признавали, что его мини-концерты способствовали сохранению его прописки в «Селтикс», которая была под угрозой из-за отсутствия у команды поклонников и денег. В характерном исполнении Лавелли болельщики приветствовали «Гранаду», «Леди из Испании» и другие музыкальные произведения. Он обычно музицировал в баскетбольном свитере, так как у него совсем не было времени, чтобы переодеться. К сожалению в том сезоне «Кельты» заняли последнее место в Восточном дивизионе и не попали в плей-офф, но в одной из газет Тони пошутил, что команду несомненно успокаивала его музыка.
22 ноября 1950 года Лавелли в качестве свободного агента подписал соглашение с командой «Нью-Йорк Никс», к которой присоединился специально с таким расчётом, чтобы быть ближе к Джульярдской школе, курсы которой он, наконец-то, начал посещать. В середине 1950-х годов Тони Лавелли играл в составе студенческой сборной всех звёзд, которая в основном служила в качестве оппонентов «Гарлем Глобтроттерс», а его музыкальные выступления в перерывах дополняли шоу «Путешественников».

## Музыкальная карьера
После завершения профессиональной карьеры баскетболиста, в конце 1950-х годов, Лавелли начал долгую музыкальную карьеру, как автор и исполнитель собственных песен, выступая в ночных клубах, в течение которой выпустил два альбома: «All-American Accordionist» и «Accordion Classics».

## Личная жизнь
Лавелли дважды появлялся на телевидении в программе «Toast of the Town», которая позже была переименована в «Шоу Эда Салливана». Его двоюродный брат Данте Лавелли с 1946 по 1956 годы выступал за футбольную команду «Кливленд Браунс», выступающую в Национальной футбольной лиге, а в 1975 году был принят в профессиональный футбольный Зал славы.

## Смерть
Тони Лавелли умер 8 января 1998 года на 72-м году жизни в своём доме от сердечного приступа в городе Лакония (штат Нью-Гэмпшир).

## Статистика

### Статистика в НБА
| Сезон                                                                                    | Команда  | Регулярный сезон | Регулярный сезон | Регулярный сезон | Регулярный сезон | Регулярный сезон | Регулярный сезон | Регулярный сезон | Регулярный сезон | Регулярный сезон | Регулярный сезон | Регулярный сезон | Серия плей-офф | Серия плей-офф | Серия плей-офф | Серия плей-офф | Серия плей-офф | Серия плей-офф | Серия плей-офф | Серия плей-офф | Серия плей-офф | Серия плей-офф | Серия плей-офф |
| Сезон                                                                                    | Команда  | GP               | GS               | MPG              | FG%              | 3P%              | FT%              | RPG              | APG              | SPG              | BPG              | PPG              | GP             | GS             | MPG            | FG%            | 3P%            | FT%            | RPG            | APG            | SPG            | BPG            | PPG            |
| ---------------------------------------------------------------------------------------- | -------- | ---------------- | ---------------- | ---------------- | ---------------- | ---------------- | ---------------- | ---------------- | ---------------- | ---------------- | ---------------- | ---------------- | -------------- | -------------- | -------------- | -------------- | -------------- | -------------- | -------------- | -------------- | -------------- | -------------- | -------------- |
| 1949/50                                                                                  | Бостон   | 56               |                  |                  | 37,2             |                  | 85,3             | 0,0              | 0,7              |                  |                  | 8,8              | Не участвовал  | Не участвовал  | Не участвовал  | Не участвовал  | Не участвовал  | Не участвовал  | Не участвовал  | Не участвовал  | Не участвовал  | Не участвовал  | Не участвовал  |
| 1950/51                                                                                  | Нью-Йорк | 30               |                  |                  | 34,4             |                  | 85,4             | 2,0              | 0,8              |                  |                  | 3,3              | 2              |                |                | 20,0           |                | 100,0          | 0,5            | 0,5            |                |                | 2,0            |
|                                                                                          | Всего    | 86               |                  |                  | 36,7             |                  | 85,3             | 0,7              | 0,7              |                  |                  | 6,9              | 2              |                |                | 20,0           |                | 100,0          | 0,5            | 0,5            |                |                | 2,0            |
| Наведите курсор мыши на аббревиатуры в заголовке таблицы, чтобы прочесть их расшифровку. |          |                  |                  |                  |                  |                  |                  |                  |                  |                  |                  |                  |                |                |                |                |                |                |                |                |                |                |                |